# Otus insularis
Mocho-d'orelhas-das-seicheles ou mocho-de-orelhas-das-seicheles (Otus insularis) é uma espécie de ave estrigiforme pertencente à família Strigidae.